# IV. Rajmund toulouse-i gróf
IV. Rajmund toulouse-i gróf (1042 körül – 1105. február 28.), más néven Saint-Gilles-i Rajmund Toulouse grófja, Narbonne hercege, Provence márkija. Az I. keresztes hadjárat egyik fontos alakja, aki II. Orbán pápa felhívását követően, 1096 őszén indult útnak dél-franciaországi, elsősorban provence-i seregével a Szentföld felszabadítására. Névlegesen őt tekintik a Tripoliszi Grófság első uralkodójának (I. Rajmund tripoliszi gróf néven), habár a valóságban nem érte meg a város bevételét. Kezdeményezésére a keresztes seregek 1103-ban egy ostromvár építésébe fogtak Tripoli közelében, amely a mai napig őrzi emlékét (Saint-Gilles Citadellája; arabul: Qala'at Sanjil). Itt vesztette életét, amikor egy épület tetejéről katonái csatározását figyelte a Tripoliszból kitörő muszlimokkal: nem vette észre, hogy a házat felgyújtották, bezuhant az égő romok közé, és tíz nap múlva meghalt.

## Franciaországi évek
Rajmund 1042 körül született, apja Pons toulouse-i gróf, anyja La marche-i Almodis . Egy örmény krónikás szerint az I. keresztes hadjárat előtt is járt már a Szentföldön, és e zarándoklat alkalmával elveszítette egyik szemét. Részt vette a spanyolországi mórok ellen vívott csatában.
Háromszor nősült, de első két házasságát érvénytelenítették azok vérfertőző természetéből kifolyólag. Első feleségétől (egyben unokatestvérétől) egy fia született, Bertand. Második felesége szicíliai Roger lánya, Matilda volt. Harmadik alkalommal a mórok ellen küzdő VI. Alfonz kasztíliai király lányát, a fiatal (12 éves) Elvirát vette feleségül, aki elkísérte őt a keresztes hadjáratra. Első gyermekük meghalt csecsemőkorában, a második, Alfonz-Jordán pedig már a Szentföldön látott napvilágot.

## Az I. keresztes hadjárat

### Csatlakozás a keresztes hadjárathoz - Bizánc
II. Orbán pápa az 1095. évi clermont-i zsinaton felszólította a nyugati keresztényeket, hogy vonuljanak keleti társaik megsegítésére, akik a szentföldi szent helyeket és a muzulmánok kezére került Szent Várost, Jeruzsálemet csak nagy nehézségek árán tudják elérni. A főnemesek közül Rajmund volt az, aki először válaszolt a felhívásra, mi több, következő év májusában és júniusában vendégül látta a pápát, akitől azt várta, hogy kinevezi őt a keletre vonuló seregek élére.
1096 októberében a gróf útra készen állt. Mélyen vallásos emberként megesküdött, hogy élete hátralevő részét a Szentföldön fogja tölteni. Vele tartott felesége, Elvira, újszülött fiuk, Adhemar, Le Puy püspöke (pápai követ) és számos dél-francia nemes. A sereg az Alpokon átkelve jutott el az Adriai-tenger csücskéig. A dalmáciai szakasz nehézkesnek bizonyult és a lakók ellenségesen fogadták őket. 40 téli napon át bolyongtak a vidéken, miközben folyamatosan ki voltak téve szláv támadásoknak. Egyik alkalommal Rajmund a megcsonkított szláv foglyokból kordont emeltetett az úton, hogy a hátvédet megvédje a további támadásoktól. Szkadarban a helyi szerb hercegtől Rajmund megvásárolta a jogot, hogy a város piacán vásárolhassanak, de nem volt mit és csapat tovább éhezett. A Bizánci Birodalom határát Durazzótól északra érték el.
Durazzónál Komnénosz János fogadta a kereszteseket császári követség és besenyő kíséret társaságában. Rajmund követséget menesztett Konstantinápolyba, miközben a csapat pár napos pihenő után tovább indult. Az úton többször összetűzésbe kerültek a besenyőkkel, az egyik támadás során még Adhemar is megsérült. A sereg megostromolta Russza városát. Miután a követek visszaérkeztek Konstantinápolyból, Rajmund úgy döntött, a sereget hátrahagyva előresiet. Április 21-én érkezett meg Konstantinápolyba. Távollétében még nagyobb atrocitások következtek be, s emberei nem csak besenyő csapatokkal, hanem a közelükben állomásozó bizánci egységekkel is összetűzésbe kerültek.
Rajmundot Konstantinápolyban barátságosan fogadták. I. Alexiosz császár tőle is a hűségesküt várt el, ahogyan korábban a többi keresztes vezértől. Rajmund nem számíthatott Le Puy püspökének támogatására, mivel az sebesülése folytán hátramaradt. Rajmund fülébe jutott, hogy Bohemund a császár támogatását élvezi, s elkerülvén azt a helyzetet, hogy Bohemund alárendeltje legyen, nem kívánta letenni az esküt. Kijelentette, hogy Isten ügyét képviseli keleten és csak Őt ismeri el urául. Hozzátette, hogy ha a császár irányítaná a keresztény hadakat, szolgálatába állna - ebből látszik, hogy elsődlegesen Bohemund ellen volt kifogása, nem a császári fennhatóság ellen. A több nyugati vezető rosszallását fejezte ki és a császár sem halmozta el ajándékokkal, ahogy a többi vezetőt. Rajmund április 26-án egy módosított eskü letételére kényszerült, amelyben csak arra tett ígéretet, hogy a meghódított területek visszaszolgáltatja Bizáncnak. A sereg közben Rodostónál gyülekezett, hogy bevárja Adhemart. Rajmund seregével együtt átkelt a Boszporuszon, majd még két hétre visszatért az udvarba és barátsággal vált el a császártól.

### A Jeruzsálembe vezető út
Rajmund a keresztesek kis-ázsiai hadjárata idején fontos szerepet töltött be. Nikaia volt a keresztesek első célpontja, amely akkor a szeldzsuk törökök kezén volt. Rajmund a város déli fala előtt táborozott le. Rajmund csapatai az első török felszabadító egységeket sikeresen visszaverték. A fősereg Kilidsz Arszlán szultán vezetésével 1097. május 21-én érkezett meg. A keresztesek súlyos vereségeket szenvedtek, miközben Bizánc a hátuk mögött a vár megadásáról tárgyalt a szultánnal. Nikaia a császár kezébe került. Július elején Rajmund és a többi keresztes vezér útnak indult Dorülaion felé, amit 1097. július elején sikerült bevenniük.

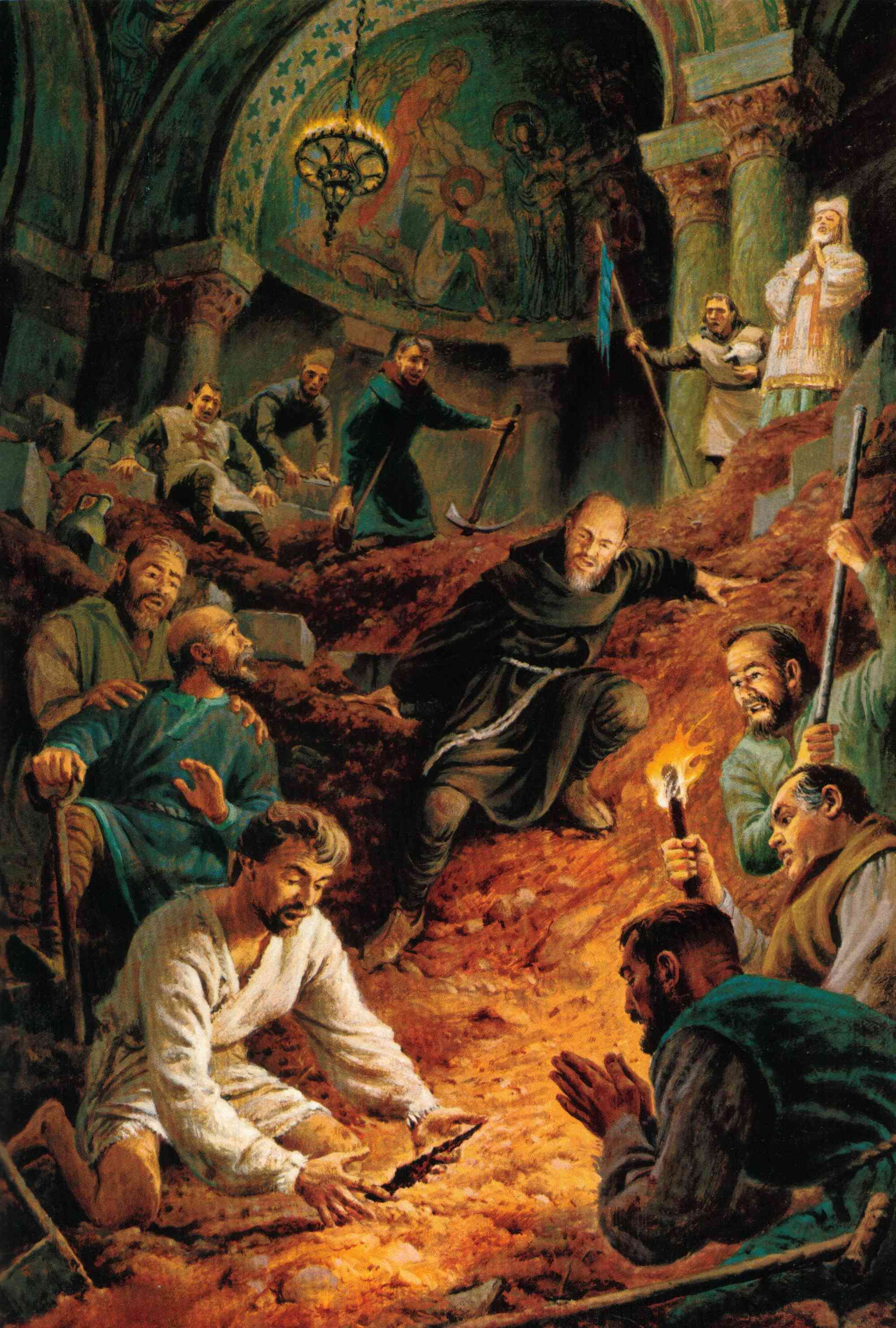
A Szent Lándzsa megtalálása Antiókhiában

A kis-ázsiai hadjáratot követően a keresztesek tovább vonultak délre és ostrom alá vették Antiókhiát. Rajmund tervét, hogy a várost módszeres bekerítés nélkül, kézitusában, azonnali támadás során vegyék be, a többi vezér — nyilván a vele járó nagy kockázatok miatt — elvetette. Az ostrom elhúzódott és ez további széthúzást okozott a keresztes vezérek között. Végül árulás révén sikerült a kereszteseknek a várba bejutni, ahol lemészárolták a török lakosságot. Az ostromlókból ostromlottak lettek, mikor az eredetileg a vár felmentésére induló Kerboga bég serege megérkezett. Az éhínség miatt és az ellenséges túlerő láttán a keresztesek hangulata mindjobban romlott. Némileg új erőt öntött beléjük, amikor egy Péter Bertalan nevű provence-i látnok vízióinak hatására megtalálták a Szent Lándzsát a Szent Péter-bazilika padlózata alatt. A lándzsa keresését Rajmund jelenlétében végezték, aki a későbbiek folyamán is hitt annak valódiságában.[forrás?] A keresztesek kiharcolták a győzelmet, de el kellett dönteniük, kié legyen a város. A sors fintora, hogy bár Rajmund volt az egyetlen, aki nem tett esküt Alexiosz császárnak, mégis, az antiókhiai győzelmet követően ő állt egyedül a mellett, hogy a Bizánci Birodalom fennhatósága alá kerüljön a város. Ez az álláspont tükrözheti a Bohemund iránti ellenszenvét, aki elsőnek merült fel lehetséges várbirtományosként, de felveti annak lehetőségét is, hogy Rajmund bölcsen felmérte, hogy szükség van Alexiosz támogatására. Az 1098. november 1-jei gyűlésen hangot is adott véleményének.
Antiókhia bevétele után a vezetők húzták-halasztották a jeruzsálemi utat. Rajmund elfoglalta az Orontész mellett fekvő Rugiát, valamint Albarát. A város püspöke Rajmund egyik papja, Narbonne-i Péter lett. A Maarrat an-Numán elleni ostrom során Rajmundnak együtt kellett működnie Bohemunddal. A katonák elégedetlensége közben nőtt, és képviselőik jelezték Rajmundnak, hogy elismernék őt a sereg vezetőjének, ha megszervezné a jeruzsálemi indulást. Rajmund az ajánlatot nem utasította vissza. Bohemund erre visszatért Antiókhiába, Maarrat an-Numánt pedig az albarai püspök gondjaira bízták. Rajmund Rugiába hívta a keresztes vezéreket, ahol megkísérelte megvásárolni a támogatásukat. A felajánlott összegek valószínűleg megfeleltek az egyes vezetőknek tulajdonított hatalom mértékének. Bohemundnak Rajmund semmit sem szánt. A sereg közben Maarrat an-Numán falainak lebontását tervezte, mert kínozta őket az éhség és mielőbb útra akartak kelni, amire végül is 1099. január 13-án került sor. Bohemund hátramaradt antiókhiai helyzetét megerősíteni. Rajmund mezítláb, igazi zarándokként lépett a Szentföldre vezető útra.
Gottfried és Flandriai Róbert a tengerparton haladt délre, míg Rajmund gróf a Noszairi-hegységtől keletre vezette seregét egészen Arkáig. Serege nem volt elég erős a vár bevételére, így hamarosan segítséget kellett kérnie Gottfriedtól és Flandriai Róberttól, akik a tengerparton sietve haladtak délre. Tankréd, aki korábban támogatásáról biztatta Rajmundot, most ellen fordult. A vezetők ellentéte a katonák együttműködését is nehezítette. Arka bevételét azonban Rajmund fontosnak tartotta, úgy vélte, e hely kiindulópontja lehet egy, a tripoliszi emír területén létesítendő saját fejedelemségének. Péter Bertalan újabb látomása Arka azonnali megtámadását támogatván csak olaj volt a tűzre. Sokan Rajmund politikai eszközének kezdték tekinteni ezeket a látomásokat. Rajmund ugyanakkor még akkor is hitt a lándzsa valódiságában, amikor a későbbiek folyamán Péter Bertalan tűzpróbának vetette alá magát és a szerzett sérüléseibe napokkal később belehalt. Rajmund csak egy újabb hónap elteltével, május közepén mondott le Arkáról és a sereg tovább haladt Tripolisz felé. A tripoliszi emír a városában fogvatartott keresztények szabadon bocsátásával és nagy összeggel vásárolta meg városa számára a békét. A sereg a tengerparton haladt tovább, de a vezetők egyelőre lemondtak a part menti nagy városok elfoglalásáról. 1099. június 7-én a Szent Város mellett a keresztesek tábort vertek.
Jeruzsálem ostromakor Rajmund a Sion-hegyen foglalt állást. Felismervén, hogy a város ostromszerkezet nélkül nem vehető be, Rajmund és Gottfried nekiláttak egy-egy guruló ostromtornyot építtetni. Július 15-én sikerült a kereszteseknek behatolniuk a városba. A város védője, Iftikhar ad-Daula a déli városrészen tartotta magát Rajmunddal szemben, majd hatalmas összeggel megvásárolta saját és emberei életét Rajmundtól és megadta magát. Rajmund elfoglalta a Dávid-tornyot. A városban nagy mészárlás vette kezdetét és a keresztes vezetők újabb problémába ütköztek: ki legyen Jeruzsálem ura? A koronát első körben Rajmundnak ajánlották fel, aki visszautasította azt, így végül Jeruzsálem Gottfriedé lett, aki azonban csak a Szent Sír Őrzője címet volt hajlandó felvenni. Rajmund azonban a Dávid-tornyot nem akarta átengedni neki, és Albara püspök gondjára bízta, aki azonmód elárulta Rajmundot és a tornyot átengedte Gottfriednak. Rajmund Jeruzsálemet hátrahagyva a Jordán-folyó völgyébe ment le, majd Jerikónál vert tábort. A továbbiakban nem kívánt visszatérni Jeruzsálembe.